# Serie A 2014-2015 (calcio a 5)
La Serie A 2014-2015 è stata il ventiseiesimo campionato di Serie A e la trentaduesima manifestazione nazionale che assegnasse il titolo di campione d'Italia. La stagione regolare ha preso avvio il 27 settembre 2014, e si è conclusa il 18 aprile 2015 prolungandosi fino al 15 giugno con la disputa delle partite di spareggio. Anche in questa edizione il numero delle formazioni partecipanti è cambiato, passando a 11 squadre: per la prima volta nella storia della competizione, è stato introdotto il turno di riposo. A parità di punteggio fra due o più squadre, la graduatoria finale sarà determinata in base alla classifica avulsa (stesso parametro valevole anche al termine del girone d'andata, per definire le 8 formazioni qualificate alla Coppa Italia). I criteri imposti seguiti sono: punti ottenuti negli scontri diretti, differenza reti negli scontri diretti, differenza reti generale, reti realizzate in generale, sorteggio. È rimasta invariata sia la formula dei play-off (con le prime otto classificate che accedono direttamente agli spareggi-scudetto) sia quella dei play-out che interessano le ultime due squadre classificate e decretano l'unica retrocessione in Serie A2. Tuttavia, questi non saranno necessari se al termine del girone di ritorno vi siano undici, o più punti in classifica tra la penultima e l'ultima classificata che retrocederà direttamente. Anche per questa stagione il pallone ufficiale del campionato è il Bola Futsal fornito da AGLA, sponsor tecnico della Divisione.

## Avvenimenti

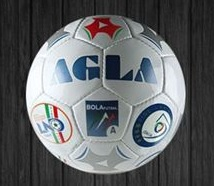
AGLA Bola Futsal, già pallone ufficiale nella stagione 2013-14

### Sorteggio dei calendari
La Divisione Calcio a 5 ha divulgato un primo calendario del campionato nella notte del 10 agosto. Tuttavia, non rispettando l'identica distribuzione per ciascuna società del numero delle gare da disputare in trasferta ed in casa, esso è stato ritirato nello stesso giorno. Il calendario definitivo è stato ufficializzato tre giorni più tardi. Nella stesura dei calendari è stato imposto il seguente criterio:
- Verrà disposto l'eventuale anticipo per la Luparense, qualora dovesse ottenere il passaggio del turno all'élite round della Coppa UEFA (calcio a 5), nel mese di novembre.

### Novità
L'obbligo di impiegare almeno cinque giocatori formati in Italia (ovvero tesserati per la FIGC prima del compimento del diciottesimo anno d'età) rappresenta la più importante novità introdotta nell'edizione corrente, volta a stimolare l'utilizzo di giocatori italiani. La modifica dei limiti di partecipazione dei giocatori condiziona l'intero mercato, costringendo la maggioranza delle squadre a vere e proprie rivoluzioni dell'organico o a cessioni dolorose come quelle di Zanchetta, beniamino dell'Acqua e Sapone e fedelissimo del mister Bellarte. La squadra campione in carica è la Luparense, che grazie all'affermazione della scorsa edizione, ha raggiunto la Roma RCB in quanto a numero di scudetti vinti. In questa edizione è assente una delle formazioni protagoniste dell'ultimo decennio: la Marca Futsal, retrocessa al termine della scorsa stagione, non ha presentato domanda di iscrizione in nessuno dei campionati FIGC, risultando di fatto inattiva; anche l'L.C. Five Martina e la neopromossa New Team non prenderanno parte alla categoria. Oltre alla formazione friulana, dalla Serie A2 sono state promosse Latina e Sestu. Completa l'organico il Fabrizio, che grazie al quarto ripescaggio consecutivo, in altrettante stagioni è passato dalla Serie C1 regionale alla Serie A senza aver mai vinto un campionato. Il numero delle regioni rappresentate nel torneo aumenta quest'anno a nove: quella maggiormente rappresentata è il Lazio con 3 squadre (Lazio, Latina e Real Rieti), segue l'Abruzzo con due formazioni (Acqua&Sapone e Pescara) mentre Campania, Calabria, Emilia-Romagna, Piemonte, Sardegna e Veneto hanno ciascuna ai nastri di partenza una sola rappresentante.

### Soste
Per questa stagione sono previste numerose soste, tra gli impegni della Nazionale campione d'Europa e gli appuntamenti consolidati con la Coppa Italia e la Winter Cup. Il campionato si fermerà il 25 ottobre, il 20 e 27 dicembre, il 3 e 24 gennaio, il 28 febbraio e, infine, nella settimana dal 14 al 21 marzo, quest'ultima per le qualificazioni a Euro2016 in cui sarà impegnata la formazione guidata da Roberto Menichelli.

## Squadre partecipanti
| Club       | Città                 | Palazzetto                     | Sponsor tecnico | Sponsor ufficiale                                               | Risultato Stagione 2013-2014                       |
| ---------- | --------------------- | ------------------------------ | --------------- | --------------------------------------------------------------- | -------------------------------------------------- |
| Pescara    | Montesilvano          | PalaRoma                       | Joma            | Acqua & Sapone                                                  | 2º posto in Serie A, finalista play-off            |
| Asti       | Asti                  | Pala San Quirico               | Joma            | Audi Zentrum Libellulapress.it Istituto Ayrton Senna Tuttosport | 1º posto in Serie A, elim. in sem. play-off        |
| Fabrizio   | Corigliano Calabro    | PalaCorigliano                 | Agla            | Acqua Fontenoce                                                 | 2º posto in Serie A2 gir. B (ripescata)            |
| Kaos       | Ferrara               | PalaMIT2B                      | Macron          | Kaos (negozi di abbigliamento)                                  | 3º posto in Serie A, elim. ai quarti play-off      |
| Latina     | Latina                | PalaBianchini                  | Legea           | Rapidoo (servizi per autoriparatori)                            | 1º posto in Serie A2, girone B                     |
| Lazio      | Roma                  | FutsalArena                    | Gems            | Veratour                                                        | 6º posto in Serie A, semif. play-off               |
| Luparense  | San Martino di Lupari | PalaBruel (Bassano del Grappa) | Agla            | Veneto Banca                                                    | 4º posto in Serie A, Campione d'Italia             |
| Napoli     | Napoli                | Centro FIPAV (Cercola)         | Joma            | Acqua Minerale Sorgesana                                        | 9º posto in Serie A, salvo dopo i play-out         |
| Pescara    | Pescara               | PalaRigopiano                  | Gems            | Gemmy                                                           | 7º posto in Serie A,elim. ai quarti Playoff        |
| Real Rieti | Rieti                 | PalaMalfatti                   | Lotto           | Cartaria Saponer                                                | 5º posto in Serie A, elim. ai quarti Playoff       |
| Sestu      | Sestu                 | Palasport comunale             | Legea           |                                                                 | 2º posto in Serie A2 girone A, vincitrice play-off |

### Allenatori e primatisti
| Squadra      | Allenatore                                                       | Cannoniere                |
| ------------ | ---------------------------------------------------------------- | ------------------------- |
| Acqua&Sapone | Massimiliano Bellarte                                            | Diego Cavinato (18+2)     |
| Asti         | Tiago Polido                                                     | Ramon (10+3)              |
| Fabrizio     | David Ceppi (1ª-11ª) Alfonso Cimino e Giovanni Toscano (12ª-22ª) | Arlan Pablo Vieira (16+5) |
| Kaos         | Leopoldo Capurso                                                 | Kaká (17+7)               |
| Latina       | Luca Giampaolo (1ª-8ª) Piero Basile (9ª-22ª)                     | Gerardo Battistoni (14+1) |
| Lazio        | Massimiliano Mannino                                             | Paulinho (17+3)           |
| Luparense    | Alessio Musti (1ª-6ª) Julio Fernández (8ª-22ª)                   | Waltinho (18+5)           |
| Napoli       | Ivan Oranges                                                     | Pedro Toro (14)           |
| Pescara      | Fulvio Colini                                                    | Mauro Canal (21+5)        |
| Real Rieti   | Mario Patriarca                                                  | Manoel Crema (23)         |
| Sestu        | Enrico Cocco                                                     | Sérgio Rocha (10+4)       |

## Stagione regolare

### Classifica[11]
|                               | Pos. | Squadra    | Pt | G  | V  | N | P  | GF | GS | DR  |
| ----------------------------- | ---- | ---------- | -- | -- | -- | - | -- | -- | -- | --- |
|                               | 1.   | Pescara    | 38 | 20 | 11 | 5 | 4  | 69 | 48 | +21 |
|                               | 2.   | Luparense  | 38 | 20 | 11 | 5 | 4  | 80 | 57 | +23 |
| Vincitrice della Coppa Italia | 3.   | Asti       | 33 | 20 | 9  | 6 | 5  | 71 | 48 | +23 |
|                               | 4.   | Pescara    | 31 | 20 | 8  | 7 | 5  | 62 | 57 | +5  |
|                               | 5.   | Real Rieti | 30 | 20 | 7  | 9 | 4  | 90 | 78 | +12 |
|                               | 6.   | Kaos       | 30 | 20 | 9  | 3 | 8  | 74 | 60 | +14 |
|                               | 7.   | Lazio      | 29 | 20 | 9  | 3 | 8  | 73 | 76 | –3  |
|                               | 8.   | Latina     | 22 | 20 | 7  | 1 | 12 | 57 | 69 | –12 |
|                               | 9.   | Napoli     | 19 | 20 | 5  | 4 | 11 | 57 | 80 | –23 |
|                               | 10.  | Fabrizio   | 18 | 20 | 5  | 3 | 12 | 53 | 84 | –31 |
|                               | 11.  | Sestu      | 14 | 20 | 2  | 8 | 10 | 48 | 77 | –29 |

### Verdetti
- Pescara campione d'Italia 2014-2015 e qualificato alla Coppa UEFA 2015-16
- Sestu retrocesso in Serie A2 2015-16 dopo i play-out.

### Calendario e risultati
| andata  | andata         | 1ª giornata         | ritorno (12ª) | ritorno (12ª) |
|         |                |                     |               |               |
| 26 set. | 1-2            | Latina-Luparense    | 3-5           | 11 gen.       |
| 27 set. | 0-2            | Asti-Lazio          | 5-3           | 11 gen.       |
| 27 set. | 0-6            | Acqua&Sapone-Sestu  | 2-2           | 10 gen.       |
| 28 set. | 5-4            | Fabrizio-Real Rieti | 7-9           | 11 gen.       |
| 28 set. | 4-1            | Kaos-Pescara        | 4-1           | 11 gen.       |
| 28 set. | riposa: Napoli |                     |               | 11 gen.       |

| andata  | andata               | 2ª giornata        | ritorno (13ª) | ritorno (13ª) |
|         |                      |                    |               |               |
| 4 ott.  | 3-3                  | Sestu-Asti         | 1-6           | 17 gen.       |
| 5 ott.  | 5-4                  | Real Rieti-Kaos    | 5-4           | 17 gen.       |
| 5 ott.  | 6-1                  | Lazio-Latina       | 4-2           | 16 gen.       |
| 5 ott.  | 5-1                  | Pescara-Napoli     | 3-5           | 18 gen.       |
| 14 ott. | 6-0                  | Luparense-Fabrizio | 1-1           | 18 gen.       |
| 14 ott. | riposa: Acqua&Sapone |                    |               | 18 gen.       |

| andata  | andata          | 3ª giornata       | ritorno (14ª) | ritorno (14ª) |
|         |                 |                   |               |               |
| 10 ott. | 3-9             | Napoli-Real Rieti | 3-3           | 1 feb.        |
| 10 ott. | 4-0             | Latina-Sestu      | 7-3           | 31 gen.       |
| 11 ott. | 5-2             | Asti-Acqua&Sapone | 2-2           | 31 gen.       |
| 11 ott. | 7-5             | Fabrizio-Lazio    | 8-5           | 1 feb.        |
| 11 ott. | 5-5             | Kaos-Luparense    | 4-5           | 1 feb.        |
| 11 ott. | riposa: Pescara |                   |               | 1 feb.        |

| andata  | andata       | 4ª giornata         | ritorno (15ª) | ritorno (15ª) |
|         |              |                     |               |               |
| 18 ott. | 4-1          | Acqua&Sapone-Latina | 3-2           | 7 feb.        |
| 18 ott. | 3-2          | Sestu-Fabrizio      | 3-3           | 7 feb.        |
| 18 ott. | 6-1          | Luparense-Napoli    | 4-2           | 6 feb.        |
| 19 ott. | 5-2          | Lazio-Kaos          | 2-3           | 6 feb.        |
| 19 ott. | 5-5          | Real Rieti-Pescara  | 3-3           | 7 feb.        |
| 19 ott. | riposa: Asti |                     |               | 7 feb.        |

| andata  | andata             | 5ª giornata           | ritorno (16ª) | ritorno (16ª) |
|         |                    |                       |               |               |
| 31 ott. | 3-4                | Napoli-Lazio          | 5-6           | 15 feb.       |
| 1 nov.  | 9-2                | Kaos-Sestu            | 2-2           | 14 feb.       |
| 2 ott.  | 4-7                | Latina-Asti           | 4-4           | 14 feb.       |
| 2 ott.  | 2-1                | Pescara-Luparense     | 6-5           | 15 feb.       |
| 3 nov.  | 3-2                | Fabrizio-Acqua&Sapone | 1-6           | 14 feb.       |
| 3 nov.  | riposa: Real Rieti |                       |               | 14 feb.       |

| andata | andata         | 6ª giornata          | ritorno (17ª) | ritorno (17ª) |
|        |                |                      |               |               |
| 8 nov. | 3-3            | Sestu-Napoli         | 2-7           | 20 feb.       |
| 8 nov. | 4-2            | Acqua&Sapone-Kaos    | 2-2           | 21 feb.       |
| 8 nov. | 2-0            | Asti-Fabrizio        | 7-1           | 21 feb.       |
| 8 nov. | 3-2            | Luparense-Real Rieti | 6-6           | 21 feb.       |
| 9 nov. | 3-3            | Lazio-Pescara        | 0-6           | 22 feb.       |
| 9 nov. | riposa: Latina |                      |               | 22 feb.       |

| andata  | andata            | 7ª giornata         | ritorno (18ª) | ritorno (18ª) |
|         |                   |                     |               |               |
| 15 nov. | 1-5               | Kaos-Asti           | 3-1           | 7 mar.        |
| 15 nov. | 3-3               | Napoli-Acqua&Sapone | 4-5           | 7 mar.        |
| 16 nov. | 2-2               | Pescara-Sestu       | 3-2           | 7 mar.        |
| 16 nov. | 6-4               | Real Rieti-Lazio    | 4-4           | 8 mar.        |
| 16 nov. | 5-1               | Fabrizio-Latina     | 1-4           | 6 mar.        |
| 16 nov. | riposa: Luparense |                     |               | 6 mar.        |

| andata  | andata           | 8ª giornata          | ritorno (19ª) | ritorno (19ª) |
|         |                  |                      |               |               |
| 21 nov. | 4-3              | Latina-Kaos          | 1-3           | 28 mar.       |
| 22 nov. | 3-0              | Asti-Napoli          | 1-2           | 27 mar.       |
| 22 nov. | 3-1              | Acqua&Sapone-Pescara | 3-3           | 29 mar.       |
| 22 nov. | 2-2              | Sestu-Real Rieti     | 1-3           | 29 mar.       |
| 23 nov. | 4-2              | Lazio-Luparense      | 1-8           | 29 mar.       |
| 23 nov. | riposa: Fabrizio |                      |               | 29 mar.       |

| andata  | andata        | 9ª giornata             | ritorno (20ª) | ritorno (20ª) |
|         |               |                         |               |               |
| 29 nov. | 6-2           | Kaos-Fabrizio           | 3-2           | 4 apr.        |
| 29 nov. | 6-6           | Real Rieti-Acqua&Sapone | 3-4           | 4 apr.        |
| 29 nov. | 2-0           | Pescara-Asti            | 4-3           | 3 apr.        |
| 30 nov. | 1-2           | Napoli-Latina           | 3-7           | 3 apr.        |
| 30 nov. | 3-1           | Luparense-Sestu         | 6-4           | 4 apr.        |
| 30 nov. | riposa: Lazio |                         |               | 4 apr.        |

| andata | andata       | 10ª giornata           | ritorno (21ª) | ritorno (21ª) |
|        |              |                        |               |               |
| 6 dic. | 3-3          | Acqua&Sapone-Luparense | 2-3           | 11 apr.       |
| 6 dic. | 3-3          | Asti-Real Rieti        | 5-5           | 11 apr.       |
| 6 dic. | 2-2          | Fabrizio-Napoli        | 2-3           | 11 apr.       |
| 6 dic. | 3-3          | Sestu-Lazio            | 3-7           | 11 apr.       |
| 8 dic. | 2-4          | Latina-Pescara         | 1-3           | 11 apr.       |
| 8 dic. | riposa: Kaos |                        |               | 11 apr.       |

| \| andata \| andata \| 11ª giornata \| ritorno (22ª) \| ritorno (22ª) \| \| \| \| \| \| \| \| 13 dic. \| 2-1 \| Lazio-Acqua&Sapone \| 3-4 \| 18 apr. \| \| 13 dic. \| 4-4 \| Luparense-Asti \| 2-5 \| 18 apr. \| \| 13 dic. \| 2-7 \| Napoli-Kaos \| 4-3 \| 18 apr. \| \| 13 dic. \| 5-0 \| Pescara-Fabrizio \| 7-1 \| 18 apr. \| \| 13 dic. \| 4-1 \| Real Rieti-Latina \| 3-5 \| 18 apr. \| \| 13 dic. \| riposa: Sestu \| \| \| 18 apr. \| |               |                    |               |               |
| andata | andata        | 11ª giornata       | ritorno (22ª) | ritorno (22ª) |
| |               |                    |               |               |
| 13 dic. | 2-1           | Lazio-Acqua&Sapone | 3-4           | 18 apr.       |
| 13 dic. | 4-4           | Luparense-Asti     | 2-5           | 18 apr.       |
| 13 dic. | 2-7           | Napoli-Kaos        | 4-3           | 18 apr.       |
| 13 dic. | 5-0           | Pescara-Fabrizio   | 7-1           | 18 apr.       |
| 13 dic. | 4-1           | Real Rieti-Latina  | 3-5           | 18 apr.       |
| 13 dic. | riposa: Sestu |                    |               | 18 apr.       |

## Statistiche e record

### Classifica marcatori
| Gol |  |  | Giocatore          | Squadra                  |
| --- |  |  | ------------------ | ------------------------ |
| 23  |  |  | Manoel Crema       | Real Rieti               |
| 21  |  |  | Mauro Canal        | Pescara                  |
| 18  |  |  | Diego Cavinato     | Pescara                  |
| 18  |  |  | Waltinho           | Luparense                |
| 17  |  |  | Chimanguinho       | Asti (7) Real Rieti (10) |
| 17  |  |  | Kaká               | Kaos                     |
| 17  |  |  | Paulinho           | Lazio                    |
| 17  |  |  | Márcio Zanchetta   | Real Rieti               |
| 16  |  |  | Arlan Pablo Vieira | Fabrizio                 |
| 14  |  |  | Gerardo Battistoni | Latina                   |
| 14  |  |  | Daniel Giasson     | Luparense                |
| 14  |  |  | Pedro Toro         | Napoli                   |

| Gol |  |  | Giocatore         | Squadra   |
| --- |  |  | ----------------- | --------- |
| 13  |  |  | Humberto Honorio  | Luparense |
| 13  |  |  | Rogério           | Pescara   |
| 12  |  |  | Edgar Bertoni     | Kaos      |
| 12  |  |  | Jordi Torrás      | Asti      |
| 11  |  |  | Leandro Cuzzolino | Pescara   |
| 11  |  |  | Felipe Manfroi    | Lazio     |
| 11  |  |  | Vincenzo Milucci  | Napoli    |
| 10  |  |  | Luciano Avellino  | Latina    |
| 10  |  |  | Jonas             | Asti      |
| 10  |  |  | Mauricio          | Luparense |
| 10  |  |  | Ramon             | Asti      |
| 10  |  |  | Sérgio Rocha      | Sestu     |

### Capoliste solitarie
- Dalla 3ª alla 5ª giornata: Luparense
- Dalla 5ª alla 6ª giornata: Lazio
- Dalla 11ª alla 12ª giornata: Lazio
- Dalla 13ª giornata alla 14ª giornata: Asti
- Dalla 15ª giornata alla 17ª giornata: Luparense
- Dalla 19ª giornata alla 21ª giornata: Luparense

### Record
- Maggior numero di vittorie: Luparense, Pescara (11)
- Minor numero di vittorie: Sestu (2)
- Maggior numero di pareggi: Real Rieti (9)
- Minor numero di pareggi: Latina (1)
- Maggior numero di sconfitte: Fabrizio, Latina (12)
- Minor numero di sconfitte: 3 squadre (4)
- Miglior attacco: Real Rieti (90)
- Peggior attacco: Sestu (48)
- Miglior difesa: Asti, Pescara (48)
- Peggior difesa: Fabrizio (84)
- Miglior differenza reti: Asti, Luparense (+23)
- Peggior differenza reti: Fabrizio (-31)
- Miglior serie positiva: Real Rieti (12)
- Maggior numero di vittorie consecutive: Asti (5)
- Maggior numero di sconfitte consecutive: Sestu (5)
- Partita con maggiore scarto di gol: Kaos-Sestu 9-2, Luparense-Lazio 8-1 (7)
- Partita con più reti: Real Rieti-Fabrizio 9-7 (16)
- Maggior numero di reti in una giornata: 3ª (45)
- Minor numero di reti in una giornata: 8ª (24)

## Play-off

### Regolamento[1]
I play-off valevoli per lo scudetto si svolgeranno a partire dal 1º maggio per terminare il 12 giugno 2015. Gli incontri dei quarti di finale e delle semifinali sono a eliminazione diretta con gare di andata e ritorno. Gli incontri di ritorno saranno effettuati in casa delle squadre meglio classificate al termine della "stagione regolare". Al termine degli incontri saranno dichiarate vincenti le squadre, che nelle due partite di andata e di ritorno, avranno ottenuto il maggior punteggio.
In caso di parità di punti tra le due squadre al termine delle due gare, indipendentemente dalla differenza reti, si disputerà una terza gara di spareggio da giocarsi sempre sul campo della migliore classificata al termine della stagione regolare. In caso di parità al termine della terza gara si giocheranno due tempi supplementari di 5 minuti ciascuno. Qualora anche al termine di questi le squadre fossero in parità sarà considerata vincente la squadra in migliore posizione di classifica al termine della "stagione regolare". La finale si disputerà al meglio delle cinque gare secondo l’ordine di seguito evidenziato: 1ª gara in casa della squadra meglio classificata al termine della "stagione regolare"; 2ª e 3ª gara in casa della squadra peggio classificata al termine della “stagione regolare”; 4^ (eventuale) e 5ª gara (eventuale) in casa della squadra meglio classificata al termine della "stagione regolare". Al termine degli incontri saranno dichiarate vincenti le squadre, che avranno ottenuto il
maggior punteggio. In caso di parità al termine della prima gara, della seconda gara, della terza gara e della eventuale quarta gara, si procederà direttamente all'effettuazione dei tiri di rigore. In caso di parità al termine della (eventuale) quinta gara si giocheranno due tempi
supplementari di 5 minuti ciascuno. Qualora anche al termine di questi le squadre fossero in parità si procederà all’effettuazione dei
tiri di rigore.

## Squadra vincitrice

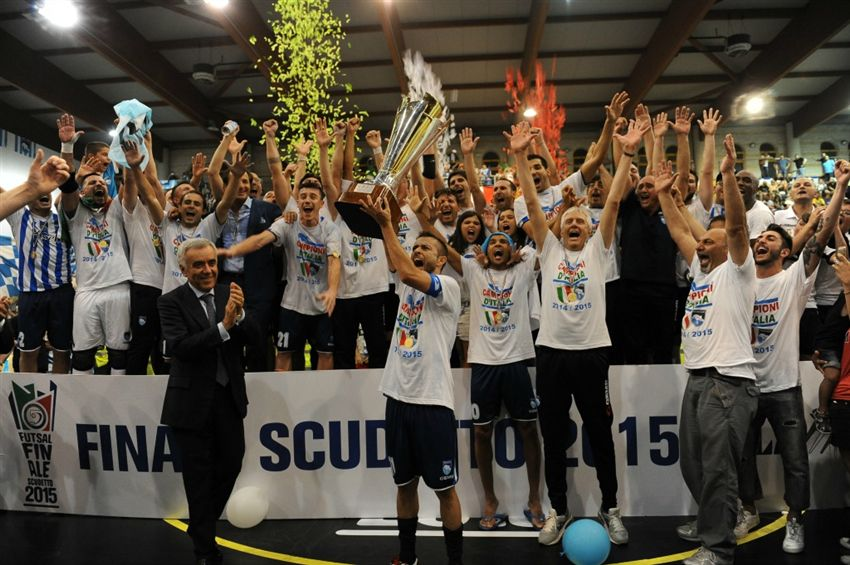
Il Pescara festeggia la vittoria dello scudetto

### Tabellone
|  | Quarti di finale | Quarti di finale | Quarti di finale | Quarti di finale | Quarti di finale |   |        | Semifinali | Semifinali | Semifinali | Semifinali | Semifinali |  |  | Finale | Finale  | Finale | Finale | Finale | Finale | Finale |
|  |                  |                  |                  |                  |                  |   |        |            |            |            |            |            |  |  |        |         |        |        |        |        |        |
|  | 5                | Real Rieti       | 3                | 2                | 1                |   |        |            |            |            |            |            |  |  |        |         |        |        |        |        |        |
|  | 4                | Pescara          | 4                | 1                | 6                |   |        |            |            |            |            |            |  |  |        |         |        |        |        |        |        |
|  | 4                | Pescara          | 4                | 1                | 6                |   | 4      | Pescara    | 3          | 3          | -          |            |  |  |        |         |        |        |        |        |        |
|  |                  |                  |                  |                  |                  |   | 4      | Pescara    | 3          | 3          | -          |            |  |  |        |         |        |        |        |        |        |
|  |                  | 1                | Pescara          | 3                | 7                | - |        |            |            |            |            |            |  |  |        |         |        |        |        |        |        |
|  | 8                | 1                | Pescara          | 3                | 7                | - | Latina | 4          | 1          | 2          |            |            |  |  |        |         |        |        |        |        |        |
|  | 8                |                  |                  |                  |                  |   | Latina | 4          | 1          | 2          |            |            |  |  |        |         |        |        |        |        |        |
|  | 1                | Pescara          | 3                | 4                | 7                |   |        |            |            |            |            |            |  |  |        |         |        |        |        |        |        |
|  |                  |                  |                  |                  |                  |   |        |            |            |            |            |            |  |  | 1      | Pescara | 5      | 4      | 2(5)   | 1(4)   | -      |
|  |                  |                  | 6                | Kaos             | 3                | 3 | 2(6)   | 1(3)       | -          |            |            |            |  |  |        |         |        |        |        |        |        |
|  | 6                | Kaos             | 4                | 3                | 4                |   |        |            |            |            |            |            |  |  |        |         |        |        |        |        |        |
|  | 3                | Asti             | 2                | 4                | 3                |   |        |            |            |            |            |            |  |  |        |         |        |        |        |        |        |
|  | 3                | Asti             | 2                | 4                | 3                |   | 6      | Kaos       | 2          | 3          | 5          |            |  |  |        |         |        |        |        |        |        |
|  |                  |                  |                  |                  |                  |   | 6      | Kaos       | 2          | 3          | 5          |            |  |  |        |         |        |        |        |        |        |
|  |                  | 2                | Luparense        | 1                | 7                | 3 |        |            |            |            |            |            |  |  |        |         |        |        |        |        |        |
|  | 7                | 2                | Luparense        | 1                | 7                | 3 | Lazio  | 4          | 2          | -          |            |            |  |  |        |         |        |        |        |        |        |
|  | 7                |                  |                  |                  |                  |   | Lazio  | 4          | 2          | -          |            |            |  |  |        |         |        |        |        |        |        |
|  | 2                | Luparense        | 5                | 3                | -                |   |        |            |            |            |            |            |  |  |        |         |        |        |        |        |        |

### Risultati

#### Quarti di finale

##### Gara 1
| Arbitri: | Giancarlo Lombardi (Roma 1) Daniele Ferretti (Roma 1) |
| Crono:   | Riccardo Davì (Bologna)                               |

|                                                                     |           |                                     |
| Tuli 1'51'’ E. Bertoni 3'46'’ Vinícius 24'03'’ P. Espíndola 24'25'’ | Marcatori | 31'10'’ (rig.) Ramon 31'30'’ Duarte |

| Arbitri: | Vincenzo Tafuro (Brindisi) Francesco Paolo Spinazzola (Barletta) |
| Crono:   | Daniele Di Resta (Roma 2)                                        |

|                            |           |                                                                  |
| Zanchetta 5'55'’, 37’, 38’ | Marcatori | 3'20'’ De Oliveira 8'43'’ Murilo 12'56'’ Cavinato 26'50'’ Leitão |

| Arbitri: | Alessandro Maggiore (Bologna) Gianfranco Di Padova (Termoli) |
| Crono:   | Francesca Muccardo (Roma 1)                                  |

|                                                |           |                                                                        |
| Saúl 5'09'’ Paulinho 14'08'’, 32'57'’, 33'42'’ | Marcatori | 13'07'’ Nora 18'35'’, 30'55'’ Waltinho 20'47'’ Taborda 27'11'’ Giasson |

| Arbitri: | Gianantonio Leonforte (Vicenza) Mauro De Coppi (Conegliano) Mario Filippini (Roma 1) |
| Crono:   | Daniele Intoppa (Roma 2)                                                             |

|                                                                |           |                                       |
| Maina 8'14'’ Battistoni 11'56'’ Terenzi 19'44'’ Bacaro 39'59'’ | Marcatori | 21'48'’, 22'37'’ Rescia 33'30'’ Canal |

##### Gara 2
| Arbitri: | Gennaro Luca De Falco (Catanzaro) Mauro Albertini (Ascoli Piceno) Giancarlo Lombardi (Roma 1) |
| Crono:   | Pierluigi Tomassetti (Ascoli Piceno)                                                          |

|                   |           |                              |
| Cuzzolino 23'08'’ | Marcatori | 33'20'’ Suazo 38'09'’ Lemine |

| Arbitri: | Mario Filippini (Roma 1), Giuseppe Di Gregorio (Enna) Giacomo Allotta (Torino) |
| Crono:   | Vincenzo Aricò (Bra)                                                           |

|                                                      |           |                                                     |
| Fortino 2'26'’, 35'36'’ 39'42'’ (rig.) Ramon 10'01'’ | Marcatori | 6'16'’ (aut.) Follador 17'10'’ Coco 39'35'’ Pedotti |

| Arbitri: | Carmelo Loddo (Reggio Calabria) Lorenzo Cursi (Jesi) Biagio Carbone (Mestre) |
| Crono:   | Simonetta Romanello (Padova)                                                 |

|                                                |           |                                 |
| Waltinho 18'03'’ Nora 39'10'’ Mauricio 39'46'’ | Marcatori | 13'24'’ De Bail 26'11'’ Manfroi |

| Arbitri: | Giuseppe Parente (Como) Rocco Morabito (Vercelli) Lorenzo Di Guilmi (Vasto) |
| Crono:   | Viviana Pennese (Vasto)                                                     |

|                                                     |           |              |
| Salas 14'29'’ Canal 22'20'’ Rescia 27'14'’, 35'13'’ | Marcatori | 30'12'’ Lara |

##### Gara 3
| Arbitri: | Alessandro Maggiore (Bologna) Francesco Peroni (Città di Castello) Antonino Tupone (Lanciano) |
| Crono:   | Dario Di Nicola (Pescara)                                                                     |

| |           |               |
| De Oliveira 27'05'’ Cavinato 28'08'’ Cuzzolino 33'59'’ (t.l.), 39'33'’ Mammarella 35'11'’ Caetano 38'50'’ | Marcatori | 13'38'’ Jeffe |

| Arbitri: | Francesca Muccardo (Roma 1) Daniele Di Resta (Roma 2) Carlo Adilardi (Collegno) |
| Crono:   | Claudio Costa (Collegno)                                                        |

|                                                   |           |                                                                       |
| Chimanguinho 7'56'’ Fortino 14'46'’ Ramon 31'11'’ | Marcatori | 16'02'’ Halimi 27'23'’ P. Espíndola 29'34'’ (rig.) 33'35'’ E. Bertoni |

| Arbitri: | Damiano Calaprice (Bari) Vincenzo Giannantonio (Campobasso) Daniele Ferretti (Roma 1) |
| Crono:   | Massimiliano Palombi (Avezzano)                                                       |

|                                                                                                 |           |                               |
| Ercolessi 5'02'’ 13'01'’ (t.l.) Nicolodi 13'25'’ Rescia 25'14'’, 38'37'’ Salas 31'42'’, 32'31'’ | Marcatori | 18'08'’ Avellino 19'53'’ Lara |

#### Semifinali

##### Gara 1
| Arbitri: | Angelo Galante (Ancona) Ferruccio Prisma (Crotone) Leonardo Gaetani (San Benedetto) |
| Crono:   | Giovanni Zannola (Ostia Lido)                                                       |

|                                      |           |                                                       |
| Calderolli 33'57'’, 34'17'’, 39'55'’ | Marcatori | 18'25'’ Rogério 33'19'’ Salas 38'19'’ (rig.) Nicolodi |

| Arbitri: | Walter Mameli (Cagliari) Marco Delpiano (Cagliari) Fabrizio Burattoni (Lugo) |
| Crono:   | Marco Brasi (Seregno)                                                        |

|                                |           |                  |
| Kakà 4'29'’ E. Bertoni 32'23'’ | Marcatori | 14'54'’ Waltinho |

##### Gara 2
| Arbitri: | Nicola Maria Manzione (Salerno) Andrea Sabatini (Bologna) Lorenzo Cursi (Jesi) |
| Crono:   | Marco Messina (Vasto)                                                          |

|                                                                      |           |                                                             |
| Rescia 0'57'’, 6'44'’, 12'24'’, 38'05'’ PC 2’, 38'48'’ Canal 36'53'’ | Marcatori | 14'47'’ (aut.) Morgado 33'09'’ Cavinato 39'23'’ De Oliveira |

| Arbitri: | Alessandro Malfer (Rovereto) Francesco Cirillo (Rovereto) Mauro De Coppi (Conegliano) |
| Crono:   | Luca Bizzotto (Castelfranco Veneto)                                                   |

|                                                                                                |           |                                                          |
| Nora 6'43'’ Taborda 14'06'’ Mauricio 23'13'’, 39'07'’ Merlim 29'10'’, 31'55'’ Waltinho 39'34'’ | Marcatori | 15'09'’ Vinícius 25'59'’ (rig.) E. Bertoni 31'30'’ André |

##### Gara 3
| Arbitri: | Francesco Peroni (Città di Castello) Ruggiero Chariello (Barletta) Francesco Scarpelli (Padova) |
| Crono:   | Gaudenzio Raffaelli (Terni)                                                                     |

|                                        |           |                                                      |
| Merlim 17'29'’, 20'56'’ 38'53'’ (rig.) | Marcatori | 6'53'’ André 18'36'’, 30'34'’, 34'17'’, 36'49'’ Kaká |

#### Finale

##### Gara 1
| Arbitri: | Daniele Di Resta (Roma 2) Mario Filippini (Roma 1) Mauro Albertini (Ascoli Piceno) |
| Crono:   | Manuela Di Fabbi (Sulmona)                                                         |

|                                                                             |           |                                             |
| Nicolodi 6'17'’ Ercolessi 21'48'’ Rescia 23'34'’ Rogério 23'43'’ PC 38'37'’ | Marcatori | 6'54'’ Kaká 26'23'’ Tuli 27'03'’ E. Bertoni |

##### Gara 2
| Arbitri: | Walter Mameli (Cagliari) Marco Delpiano (Cagliari) Nicola Zanna (Ferrara) |
| Crono:   | Andrea Sabatini (Bologna)                                                 |

|                                            |           |                                                                     |
| Coco 1'47'’ E. Bertoni 7'24'’ Kaká 37'16'’ | Marcatori | 3'58'’ (aut.) Vinícius 11'55'’ Canal 17'43'’ Rogério 23'40'’ Rescia |

##### Gara 3
| Arbitri: | Alessandro Malfer (Rovereto) Ruggiero Chiariello (Barletta) Alessandro Maggiore (Bologna) |
| Crono:   | Natale Mazzone (Imola)                                                                    |

|                                             |                      |                                                |
| Tuli 19'43'’ André 36'16'’                  | Marcatori            | 30'50'’ PC 31'01'’ Canal                       |
| E. Bertoni Pedotti Coco Tuli Vinícius Titon | Tiri di rigore 4 – 3 | Nicolodi Canal Rogério Salas Ercolessi Morgado |

##### Gara 4
| Arbitri: | Nicola Maria Manzione (Salerno) Mauro Albertini (Ascoli Piceno) Antonio Gallo (Torre Annunziata) |
| Crono:   | Andrea Campi (Ciampino)                                                                          |

|                        |                      |                         |
| Salas 10'10'’          | Marcatori            | 3'02'’ Pedotti          |
| Nicolodi Canal Rogério | Tiri di rigore 3 – 2 | Pedotti Coco E. Bertoni |

## Classifica marcatori play-off
| Gol |  |  | Giocatore           | Squadra   |
| --- |  |  | ------------------- | --------- |
| 12  |  |  | Maximiliano Rescia  | Pescara   |
| 7   |  |  | Edgar Bertoni       | Kaos      |
| 7   |  |  | Kaká                | Kaos      |
| 5   |  |  | Mauro Canal         | Pescara   |
| 5   |  |  | Alex Merlim         | Luparense |
| 5   |  |  | Adolfo Salas        | Pescara   |
| 5   |  |  | Waltinho            | Luparense |
| 4   |  |  | Rodolfo Fortino     | Asti      |
| 4   |  |  | PC                  | Pescara   |
| 3   |  |  | Fabricio Calderolli | Pescara   |
| 3   |  |  | Diego Cavinato      | Pescara   |
| 3   |  |  | Leandro Cuzzolino   | Pescara   |
| 3   |  |  | Júlio De Oliveira   | Pescara   |
| 3   |  |  | Marco Ercolessi     | Pescara   |
| 3   |  |  | André Ferreira      | Kaos      |

| Gol |  |  | Giocatore        | Squadra    |
| --- |  |  | ---------------- | ---------- |
| 3   |  |  | Mauricio         | Luparense  |
| 3   |  |  | Douglas Nicolodi | Pescara    |
| 3   |  |  | Patrick Nora     | Luparense  |
| 3   |  |  | Paulinho         | Lazio      |
| 3   |  |  | Ramon            | Asti       |
| 3   |  |  | Rogério          | Pescara    |
| 3   |  |  | Tuli             | Kaos       |
| 3   |  |  | Márcio Zanchetta | Real Rieti |
| 2   |  |  | Wellington Coco  | Kaos       |
| 2   |  |  | Pedro Espíndola  | Kaos       |
| 2   |  |  | Matías Lara      | Latina     |
| 2   |  |  | Giovani Pedotti  | Kaos       |
| 2   |  |  | Pablo Taborda    | Luparense  |
| 2   |  |  | Vinícius         | Kaos       |

## Play-out

### Formula
Le squadre che hanno concluso il campionato alla decima e all'undicesima posizione si affronteranno in un doppio spareggio (andata e ritorno, la prima partita verrà giocata in casa dell'ultima classificata) per determinare l'unica squadra a retrocedere in Serie A2. Al termine degli incontri sarà dichiarata vincente la squadra che nelle due partite (di andata e di ritorno) avrà ottenuto il maggior punteggio ovvero a parità di punteggio la squadra che avrà realizzato il maggior numero di reti. Nel caso di parità gli arbitri della gara di ritorno faranno disputare due tempi supplementari di 5 minuti ciascuno. Qualora anche al termine di questi le squadre fossero in parità sarà considerata vincente la squadra in migliore posizione di classifica al termine della stagione regolare. Le due partite sono programmate rispettivamente per il 2 e l'8 maggio 2015.

### Risultati

#### Andata
| Arbitri: | Giovanni Nero (Latina) Leonardo Gaetani (San Benedetto) |
| Crono:   | Marco Delpiano (Cagliari)                               |

|                           |           |                                          |
| Rocha 5’, 9'50'’, 27'20'’ | Marcatori | 9'20'’, 34'01'’ Urio 32'30'’, 36’ Vieira |

#### Ritorno
| Arbitri: | Raffaele Ziri (Barletta) Ettore Quarti (Imperia) |
| Crono:   | Ferruccio Prisma (Crotone)                       |

|                                                  |           |                              |
| Vieira 34'04'’, 35'41'’, 39'08'’ De Luca 38'57'’ | Marcatori | 21'12'’ Rocha 28'02'’ Nurchi |

## Supercoppa italiana
La diciassettesima edizione ha posto di fronte i campioni d'Italia della Luparense e i detentori della Coppa Italia dell'Acqua&Sapone, in una sorta di remake della precedente finale scudetto. L'incontro si è disputato martedì 11 novembre presso il PalaBruel di Bassano del Grappa, in diretta su Rai Sport 1.
| Arbitri: | Francesca Muccardo (Roma 1) Giancarlo Lombardi (Roma 1) Francesco Scarpelli (Padova) |
| Crono:   | Stefano Mezzadri (Parma)                                                             |

| |            | |
| Rubén 28'19’’ | Marcatori  | 5'37’’, 35'59’’ Leitão 8'02’’ De Oliveira 9'21’’ Schiochet 35'37’’ Calderolli 37'11’’ Borruto |
| · Michele Miarelli · Humberto Honorio · Daniel Giasson · Rubén Cornejo · Waltinho · Rodrigo Da Silva · Marco Caverzan · Flavio Lo Giudice · Mauricio · Decio Restaino · Pablo Taborda · Luca Morassi | Formazioni | · Stefano Mammarella · Leandro Cuzzolino · Fabricio Calderolli · Júlio De Oliveira · Murilo Ferreira · Fernando Leitão · Cristian Borruto · Coco Schmitt · Murilo Schiochet · Davide Baiocchi · Matteo Piccirilli · Germano Montefalcone |
| Alessio Musti | Allenatori | Massimiliano Bellarte |

## Copertura televisiva
Come già avvenuto nelle passate stagioni, Rai Sport trasmetterà le partite di Serie A in diretta ed in esclusiva, proponendo settimanalmente una gara del sabato e un posticipo alla domenica, attraverso i canali Rai Sport 1 e Rai Sport 2, trasmettendo integralmente o in differita come di consueto anche la finale della Supercoppa Italiana, le Final Eight della Coppa Italia e tutte le sfide più avvincenti e interessanti degli incontri dei play-off-scudetto, sino alle finali comprese.